# Tricalysia achoundongiana
Tricalysia achoundongiana là một loài thực vật có hoa trong họ Thiến thảo. Loài này được Robbr., Sonké & Kenfack mô tả khoa học đầu tiên năm 2002.